# Андрей (Метюк)
Митрополит Андре́й (світське ім'я: Григо́рій Андрійович Метю́к; 3 січня 1898, Теребінь, Грубешівський повіт, Холмська губерния — 2 лютого 1985, Вінніпег) — український священник і церковний діяч, згодом первоієрарх Української православної церкви Канади; автор богословських праць.

## Життєпис

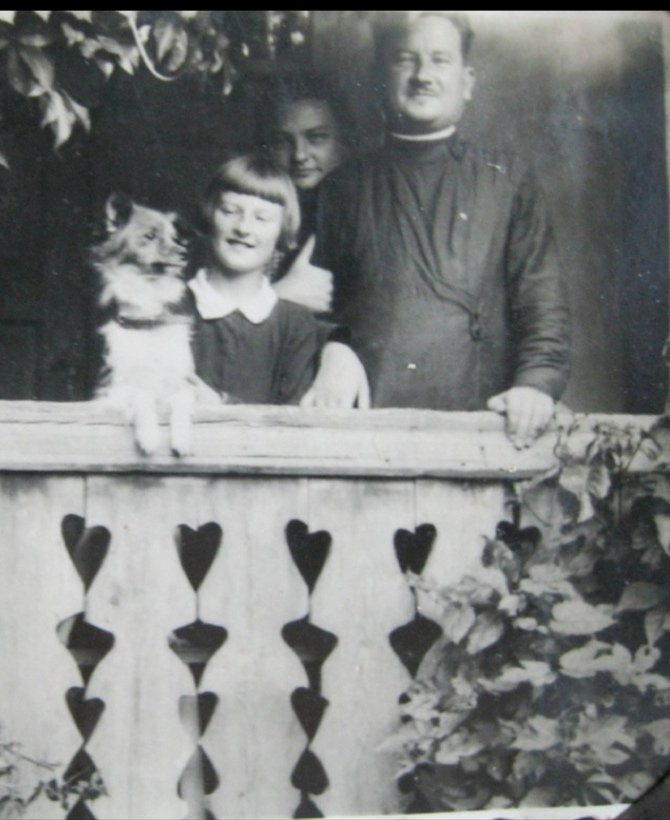

Син Андрея Метюка та Юлії (до шлюбу Абрам), відвідував школу в рідному селі, закінчив Віленську духовну семінарію та богословський факультет Варшавського університету зі званням магістра богословії.
Висвячений 1924 року в сан диякона 21 вересня, у сан священника того ж року з рук митрополита Діонисія (Польська православна церква) — 27 вересня, у Митрополичому Соборі св. Марії Магдалини у Варшаві. Назначений спочатку настоятелем Носіївської парафії та одночасно адміністратором Жеротинської парафії, згодом стає настоятелем Собору Успіння Божої Матері в Грубешеві та деканом Грубешівської округи з обов'язками законовчителя Грубешівської гімназії. Займався релігійно-національним вихованням української молоді, будучи законовчителем у народних, середніх та вищих школах; став професором і ректором Холмської духовної семінарії.

### Переслідування й еміграція

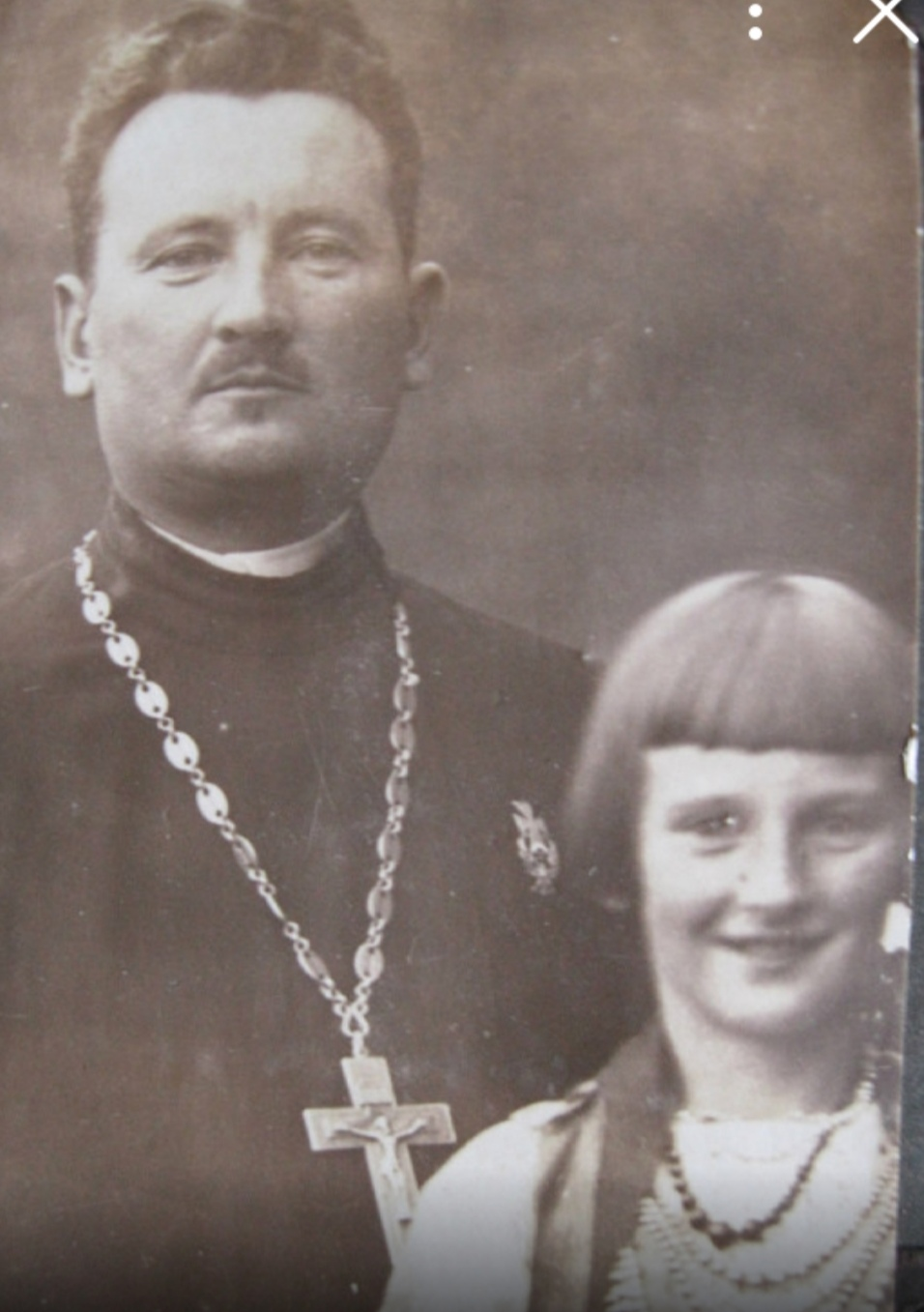

За «українофільство» під натиском польської адміністрації у серпні 1941 року осунено від обов'язків настоятеля й декана — а після нападу на парафіяльне помешкання та його знищення, унаслідок якого занедужала його дружина Людмила Степанівна, — овдовів 16 січня 1944 року та залишився удвох із дочкою Лідією. Між 1945–1948 роками займається місійно-душпастирською працею в Швайцарії серед українських біженців у Женеві, Лозанні, Цюриху, Базелі, Лугані, Люцерні, Берні, Енгельберзі, Монтанні та інших місцевостях. Студіюючи у Берні, протягом двох років поглиблював богословсько-філософічні знання.

### Канадський етап
Від 1948 року в Канаді. Від 1959 року — єпископ Едмонтона та Західної Канади. Від 1963 року — архієпископ. Від 1975 року був митрополитом Вінніпегу та всієї Канади, первоієрархом Української греко-православної церкви в Канаді. Його наступником став Василь Федак.